# Christabelle Borg
Christabelle Borg, conosciuta semplicemente come Christabelle (Mġarr, 28 aprile 1992), è una cantante e conduttrice televisiva maltese.
Ha rappresentato Malta all'Eurovision Song Contest 2018 con il brano Taboo, non riuscendo a qualificarsi per la serata finale.

## Biografia
Christabelle ha studiato musica alla scuola privata cattolica di Los Angeles Mount St. Mary's College, facendo poi ritorno nella sua isola natìa per studiare contabilità all'Università di Malta.
Christabelle ha avviato la sua carriera nel mondo dello spettacolo da adolescente, conducendo i programmi televisivi maltesi Teen Trouble e Teen Traffic. Nel 2014 ha tentato di rappresentare Malta all'Eurovision Song Contest con Lovetricity, partecipando alla selezione nazionale e piazzandosi ottava su quattordici partecipanti. Ha preso nuovamente parte alla competizione nel 2015, arrivando seconda con Rush, e nel 2016, anno in cui è arrivata quarta con Kingdom. La cantante ha ritentato di rappresentare la sua nazione all'Eurovision per una quarta volta nel 2018 con il suo nuovo brano Taboo. Ottenendo il massimo dei punteggi da parte di tutte le giurie internazionali e vincendo il voto del pubblico, con 133 punti Christabelle ha ottenuto una schiacciante vittoria e si è guadagnata il diritto di rappresentare Malta all'Eurovision Song Contest 2018.
L'artista si è esibita nella seconda semifinale della manifestazione, mancando la qualificazione alla finale, classificandosi tredicesima con 101 punti.

## Discografia

### Singoli
- 2009 - I Wanna Know
- 2009 - Flame
- 2009 - Naturally
- 2009 - Everytime I Bleed
- 2011 - Everything About You
- 2012 - Say
- 2013 - Fall for You
- 2013 - Bad Kids Song
- 2014 - Lovetricity
- 2015 - Rush
- 2016 - Kingdom
- 2018 - Taboo